# Heinrich Wilhelm von Löwenfinck
Heinrich Wilhelm von Löwenfinck (* 1678; † 10. Oktober 1734 in Meißen) war ein deutscher Militär und Porzellanmaler. Seine drei Söhne Adam Friedrich (1714–1754), Carl Heinrich (1718–1743) und Christian Wilhelm (1720–1753) wurden ebenfalls Porzellanmaler. Ein weiterer Sohn, der älter als seine drei hier genannten Brüder war, verstarb noch als Kind und wurde am 3. April 1713 in Berlstedt in Thüringen begraben.

## Leben
Heinrich Wilhelm von Löwenfinck war zunächst in der preußischen Armee im Regiment Alt-Dessau, später als Corporal im sächsischen königlichen Kürassierregiment, bevor er aus dem Militärdienst ausschied. Seine Frau Anna Magdalene geb. Sachse (evangelisch getauft am 4. August 1687, gestorben 1754) war die Tochter eines Händlers (Würzkrämer) und stammte aus Wiehe. Um 1720 lässt sich die Familie in Naundorf (heute ein Stadtteil von Großenhain) nachweisen.
Im November 1727 wurde sein ältester noch lebender Sohn Adam Friedrich in der Meißner Porzellanmanufaktur auf Bitten der sich in finanzieller Bedrängnis befindlichen Eltern als Lehrling angenommen, 1730 der zweite und 1732 der dritte Sohn. Auch Heinrich Wilhelm von Löwenfinck findet sich ab 1731 als Blaumaler in der Lohnliste von Meißen, wo er 1734 im Alter von 56 Jahren starb.